# Barano d'Ischia
Barano d'Ischia (Varàno in napoletano) è un comune italiano di 10 012 abitanti della città metropolitana di Napoli in Campania.

## Geografia fisica

### Territorio
Barano è situato nella parte sud-est dell'isola d'Ischia.
È caratterizzato da molte colline e numerose cave, formatesi con diverse frane del terreno, dalle quali è possibile osservare l'isolotto tidale collegato al borgo di Sant'Angelo, al termine della spiaggia dei Maronti.

### Clima
Nel territorio comunale è ubicata la stazione meteorologica di Barano d'Ischia.

### Origini del nome
Il toponimo Barano lo si trova per la prima volta in due atti notarili dell'anno 1300, di cui uno recante il giorno 28 agosto, conservati presso l'Archivio storico di Napoli, tra le Corporazioni Religiose Soppresse, ex Convento degli agostiniani di Santa Maria Della Scala (fascio 90 bis, foglio 296); e (fascio 118 foglio 7) Notaio, Gregorio Salvacosa (o Salvacossa). Poi su lapide del 1374 
che ricorda alcune opere del vescovo Bartolomeo Bussolaro. Incerta l'etimologia: secondo alcuni deriverebbe dall'espressione latina contra moerorem, secondo altri significherebbe invece "luogo delizioso", altri ne identificano l'origine nella parola balneum, altri ancora nell'espressione "podere di Vario". Alcune varianti utilizzate anticamente erano Borano e Varrano.

## Storia
I primi colonizzatori di Barano furono i greci, che eressero presso la fonte di Nitrodi un ninfeo posto sotto la protezione delle ninfe e di Apollo, dio della bellezza e della salute.
I più antichi reperti, pervenuti nel sito di Nitrodi, sono costituiti da bassorilievi (oggi conservati nel Museo Archeologico Nazionale di Napoli), alcune iscrizioni marmoree, monete dell'Impero romano e cocci di utensili di uso giornaliero.
Inizialmente chiamato solo Barano, nel 1862 il Comune scelse di chiamarsi Barano d'Ischia si compone di diverse località: Vatoliere, Piedimonte, Fiaiano, Testaccio, Maronti, Buonopane. Buonopane è famosa anche per la sua acqua curativa della sorgente Nitrodi. Il nome dell'antico Casale di Moropano, che Greci e Romani conoscevano, frequentavano ed apprezzavano, deriva dal greco Mur – Pan, che significa "tutto cavo" (o "tutte cave"). Ciò spiega anche la posizione del centro abitato proprio tra le “cave” del Pallarito, di Candiano, di Terzano e di Nitrodi.
Dal 1938 al 1945 fu aggregato al comune di Ischia, insieme agli altri comuni dell'isola, formando un'unica entità amministrativa dell'isola d'Ischia.

### Simboli
L'amministrazione comunale il 22 maggio 1930 approvò un bozzetto di stemma preparato dal pittore Angelo Di Meglio in cui si voleva rappresentare la storia e la memoria del paese, assieme alle sue bellezze e alle risorse economiche. Questo stemma era così descritto: il verde inferiore simboleggia le campagne; la vendemmiatrice romana, mollemente adagiata al suolo, recante sulla spalla un tralcio di uva bianca e nera e un’anfora accanto, ricorda la produzione locale; i due putti versanti acqua… ricordano un bassorilievo…"
Negli anni ’50, non essendo stato trovato negli archivi comunali tale bozzetto — respinto dalla Consulta Araldica perché troppo complesso — venne realizzato quello attuale su disegno dall'allora vicesindaco Giovanni Jannelli che raffigura in campo di cielo, una conchiglia sorretta da due amorini, che versa tre getti d'acqua su una vasca posta su una campagna di verde, con un monte sullo sfondo.
Venne formalmente concesso assieme al gonfalone con DPR del 3 ottobre 1962.
Il gonfalone è un drappo di azzurro.

## Monumenti e luoghi d'interesse
È un tipico comune di collina che conserva ancora caratteristiche rurali. L'ingresso nel comune è segnato dall'antico acquedotto chiamato dei Pilastri (1470). Da segnalare la Torre dei Saraceni a Testaccio, i mulini a vento di Montebarano, i portoni messi all'ingresso di alcune tenute di notabili del passato, le centinaia di cantine scavate nel tufo (per conservare i vini) e le fosse della neve (per conservare il ghiaccio per l'estate).

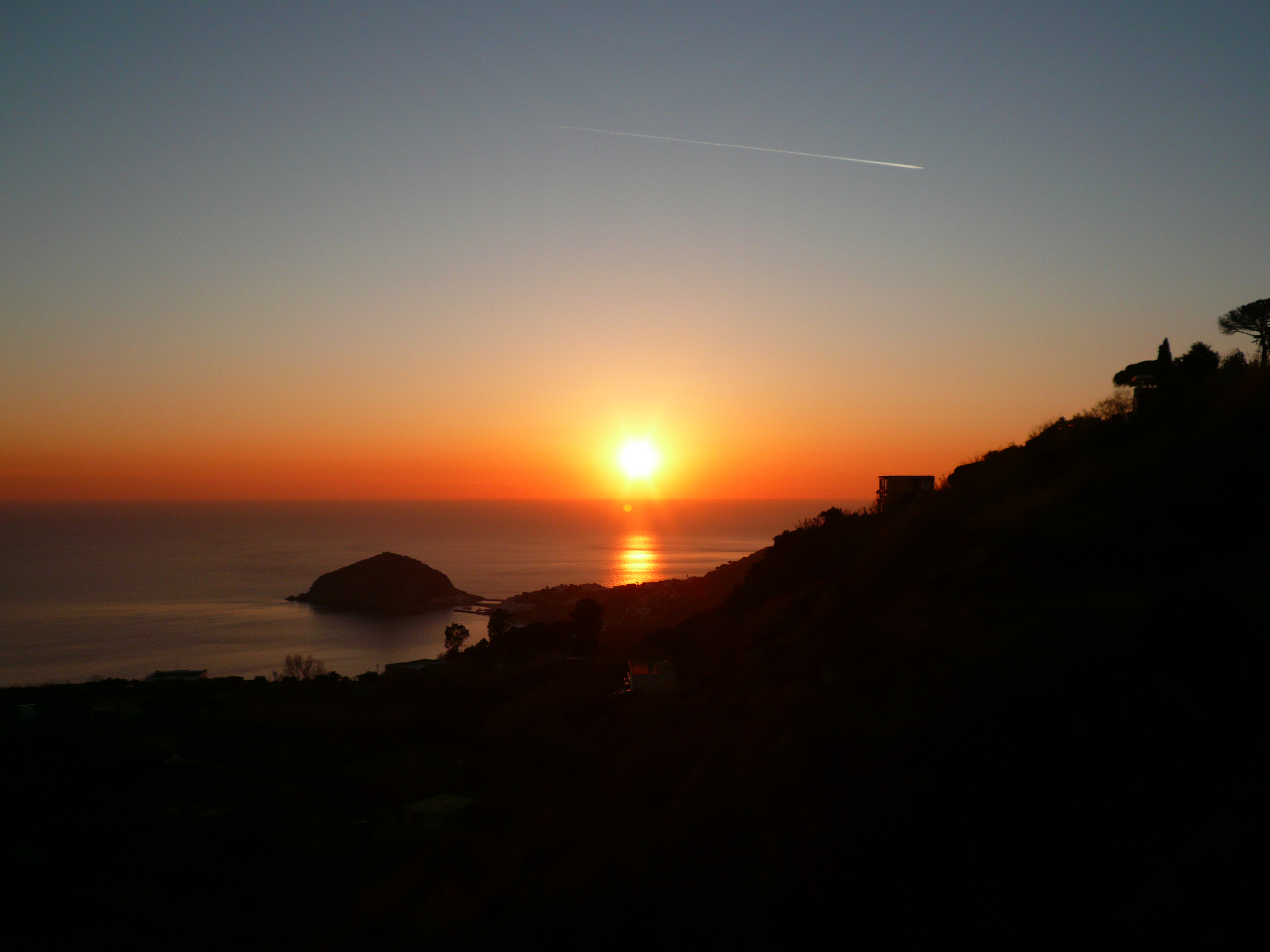
Tramonto su Sant'Angelo visto da Barano d'Ischia. Ben visibile l'Isolotto di Sant'Angelo

Da menzionare anche le case a carusiello da cui trae origine la danza detta A vattut' e ll'asteche, nonché la pineta di Fiaiano da dove è possibile ammirare la cartolina del golfo di Napoli.
Punti interessanti, anche dal punto di vista turistico sono, ad esempio, la spiaggia dei Maronti che, come il resto dell'isola, possiede moderni complessi alberghieri; la già citata pineta di Fiaiano, la collina del Cretaio (chiesetta omonima del XVIII secolo), le sorgenti di Buceto, la collina dello Schiappone (chiesa Madonna di Montevergine XVII secolo), nonché i villaggi di Testaccio, Buonopane (famosa per l'antico ballo folkloristico della 'Ndrezzata' e per la sorgente di Nitrodi, frequentata per le sue acque che hanno proprietà diuretiche e antiuriche) e Piedimonte.
A san Giorgio al Testaccio fu dedicata una cappella nel XVI sec, ampliata più volte, fu elevata a Parrocchia nel 1599, sebbene il documento più antico in cui sia menzionata la chiesa sia solo del 1687. Successivamente, nel XIX sec. fu aggiunta una navata destra inglobando l'allora attigua Congrega di S. Maria di Costantinopoli già ampliata nel 1773 e nel 1854 fu costruita ex-novo la navata sinistra. Il battistero in marmo è del 1792, opera del maestro Angelo Mansilli di Procida.

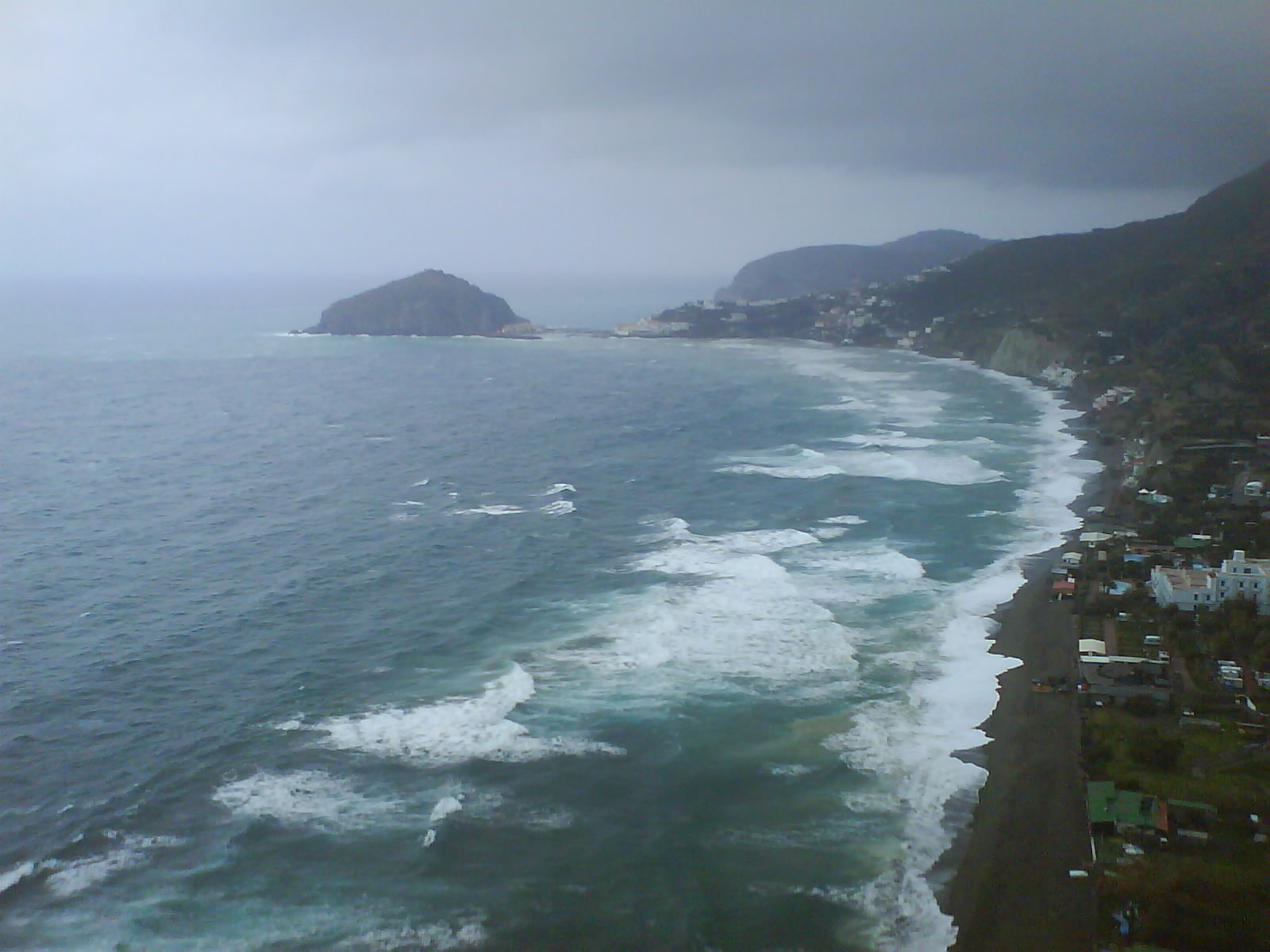
La spiaggia dei Maronti

Da vedere infine anche la piazzetta di Barano, che è il cuore di tutte le attività, sede di due chiese: San Sebastiano e San Rocco. Su di un lato della piazza si scorgono i palazzi del 1700 e del 1800. Infine la chiesa di San Giovanni Battista, una delle più antiche dell'isola (1400) con una tela risalente alla scuola del Caravaggio.

## Società

### Evoluzione demografica
Abitanti censiti

### Etnie e minoranze straniere
Al 1º gennaio 2022 i cittadini stranieri residenti a Barano d'Ischia erano 457, corrispondenti al 4,5% della popolazione. Le nazionalità maggiormente rappresentate erano:
1. Romania 98 0,9%
2. Ucraina 95 0,9%
3. Repubblica Dominicana 47 0,4%
4. Albania 36 0,3%
5. Polonia 28 0,2%
6. Germania 19 0,1%
7. Tunisia 15 0,1%
8. Russia 14 0,1%
9. Bulgaria 13 0,1%

### Tradizioni e folclore

#### Festa di San Giorgio Martire
San Giorgio Martire, patrono di Testaccio, viene celebrato il 23 aprile preceduto dalla usuale novena, durante la quale sono frequenti le processioni e le fiaccolate nei rioni del paese. Il sabato prima della festa solenne l'immagine del Santo viene portata ai Maronti per la benedizione della spiaggia e del mare, usanza che risale al tempo dei saraceni quando il Santo veniva chiamato a proteggere la popolazione dalle invasioni dal mare. Secondo una delle tante leggende, durante un attacco saraceno i paesani che si rivolsero al Santo videro trasformarsi in soldati i tanti filari di viti che all'epoca venivano coltivate ai Maronti: gli assalitori, ritenendosi inferiori in numero, fecero ritorno al loro paese abbandonando le idee bellicose che li avevano portati fin lì.

#### Festa di San Giovanni Battista
Folcloristica è la danza della ''Ndrezzata e anche quella "Mascarata".
La 'Ndrezzata è una danza in cui i danzatori si dispongono a cerchio, e simulano una battaglia fra di loro colpendo le loro mazze (2 ciascuno)l'une contro le altre.
È spettacolare vederla dal vivo per il ritmo veloce, infatti i danzatori sanno a memoria i movimenti da fare, e un piccolo sbaglio potrebbe provocare come conseguenza "una bella mazzata in testa" o sulle mani.
Si svolge nella contrada Buonopane il lunedì dell'Angelo ed in occasione della festa di San Giovanni Battista,
ma anche in molte altre occasioni.

## Amministrazione
Di seguito è presentata una tabella relativa alle amministrazioni che si sono succedute in questo comune.
| Periodo          | Periodo          | Primo cittadino    | Partito                     | Carica  | Note   |
| ---------------- | ---------------- | ------------------ | --------------------------- | ------- | ------ |
| 18 luglio 1985   | 14 ottobre 1989  | Giuseppe Gaudioso  | Partito Socialista Italiano | Sindaco | [ 11 ] |
| 14 ottobre 1989  | 4 agosto 1990    | Emiddio Buono      | Partito Socialista Italiano | Sindaco | [ 11 ] |
| 4 agosto 1990    | 30 ottobre 1990  | Emiddio Buono      | Partito Socialista Italiano | Sindaco | [ 11 ] |
| 5 novembre 1990  | 19 luglio 1993   | Vincenzo Napoleone | Partito Socialista Italiano | Sindaco | [ 11 ] |
| 19 luglio 1993   | 21 novembre 1993 | Antonino Barbara   |                             | Sindaco | [ 11 ] |
| 21 novembre 1993 | 21 luglio 1994   | Giuseppe Gaudioso  | Indipendente                | Sindaco | [ 11 ] |
| 21 luglio 1994   | 24 maggio 1998   | Nicolaniello Buono | Indipendente                | Sindaco | [ 11 ] |
| 24 maggio 1998   | 26 maggio 2002   | Giuseppe Gaudioso  |                             | Sindaco | [ 11 ] |
| 26 maggio 2002   | 27 maggio 2007   | Giuseppe Gaudioso  |                             | Sindaco | [ 11 ] |
| 27 maggio 2007   | 6 maggio 2012    | Paolino Buono      |                             | Sindaco | [ 11 ] |
| 7 maggio 2012    | 11 giugno 2017   | Paolino Buono      | Democrazia e progresso      | Sindaco | [ 11 ] |
| 11 giugno 2017   | in carica        | Dionigi Gaudioso   | Democrazia e progresso      | Sindaco | [ 11 ] |

## Sport

### Calcio
L'A.S. Barano Calcio, fondato nel 1968 e con colori sociali bianco-nero, ha militato nel campionato di eccellenza campana. Disputa le partite casalinghe allo stadio Don Luigi di Iorio.